# Mattia de Rossi
Mattia de Rossi (Roma, 14 gennaio 1637 – Roma, 2 agosto 1695) è stato un ingegnere e architetto italiano, allievo del Bernini, attivo soprattutto a Roma.

## Biografia
Fu figlio d'arte: il padre Marc'Antonio, che gli aveva dato la prima istruzione, era architetto (aveva realizzato fra l'altro la nuova Porta Portese e le Mura gianicolensi per papa Urbano VIII e lavorato con il Borromini alla ristrutturazione della vecchia abbazia di San Martino al Cimino) e amico del Bernini, che dimostrava al ragazzo particolare simpatia e affetto.
Così avvenne quasi naturalmente che il giovane Mattia fosse messo a scuola presso l'artista già famoso, che gli mostrò sempre un affetto quasi paterno.
Con il Bernini e il figlio di lui, Paolo, De Rossi fu a Parigi nel 1665-66, e vi tornò poi verso il 1690.
Al seguito di Bernini, De Rossi partecipò a numerose commesse della Curia e delle famiglie papali che si succedettero fino alla morte di quello:
- con papa Clemente IX fu assistente e direttore dei lavori di Bernini per la realizzazione delle numerose macchine di scena richieste dalla corte papale, diresse la realizzazione della nuova balaustrata di Ponte Sant'Angelo e della villa Rospigliosi di Lamporecchio.
- con papa Clemente X tenne la direzione dei lavori berniniani in San Pietro («...il pavimento di marmo del porticale di S. Pietro, il ciborio di metallo e di lapislazzalo per la cappella del Sagramento, ed il solajo»[2]), e del convento e chiesa di San Bonaventura a Monterano.
- con papa Innocenzo XI effettuò una perizia tecnica sulla stabilità della cupola di San Pietro, che si mormorava fosse stata compromessa dai nicchioni del Bernini; la perizia richiesta dal papa - che risultò favorevolissima al maestro, dimostrando che i lavori del Bernini avevano lasciato l'assetto della cupola totalmente inalterato, rispetto a ciò che avevano previsto i costruttori originali - fu asseverata da Carlo Fontana e Giovanni Antonio De Rossi.

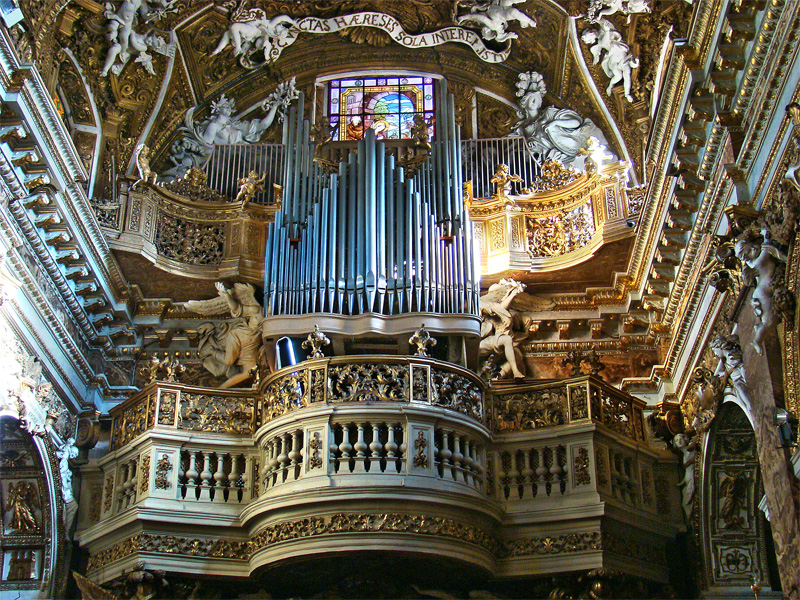
La cantoria della chiesa di Santa Maria della Vittoria, un'opera di Mattia de Rossi

Morto il Bernini nel 1680, De Rossi ne assunse l'eredità professionale concludendone varie opere, e succedette al maestro in molte cariche, tra cui quella di architetto e sovrintendente della fabbrica di San Pietro, e di principe dell'Accademia di San Luca nel 1681. La scomparsa del maestro gli consentiva ora di lavorare in proprio, dedicandosi soprattutto all'edilizia ecclesiastica, ma non solo.
Concluse così i lavori del noviziato dei Gesuiti a Sant'Andrea al Quirinale e disegnò gli altari della chiesa; innalzò sepolcri (a Clemente X in San Pietro e a monsignor Liberati in Santa Maria Maggiore). Disegnò nuove chiese: Santa Francesca Romana a Capolecase, Santa Galla, l'Oratorio del Caravita (non realizzato per l'eccessivo costo, il cui disegno gli fruttò tuttavia in regalo un quadro del Bassano); intervenne in altre (stucchi e cappelle di San Silvestro in Capite, la cappella Torre alla chiesa della Maddalena), la cappella Capizucchi a Santa Maria in Campitelli, il coretto dell'organo a Santa Maria della Vittoria; altre ne ristrutturò (come San Francesco a Ripa e Santa Rita a Montecavallo), o ne completò (la cupola di Sant'Andrea delle Fratte, la facciata degli Angeli custodi al Tritone).
Operò anche nell'edilizia civile, soprattutto su commesse di Innocenzo XII e della famiglia Altieri: per la famiglia fece il portone posteriore e le stalle di Palazzo Altieri, per il papa costruì la dogana di Ripa Grande, disegnò la prima chiesa dell'Ospizio di san Michele, e lavorò anche alla Curia Innocenziana, facendovi la scala, il portico e l'ultimo piano.
Lavorò anche, per i suoi nobili committenti, fuori città: sua, in particolare, è la Collegiata di Valmontone, voluta dal principe Pamphili.
Morì relativamente giovane, a 58 anni, di una malattia renale acuta e improvvisa, lasciando ventimila scudi di eredità (ai figli del fratello, giacché non ne aveva di propri). Fu sepolto in Sant'Andrea delle Fratte.
Lione Pascoli, quasi suo contemporaneo, ne dà questo ritratto conclusivo: